# Cintura Intermontana

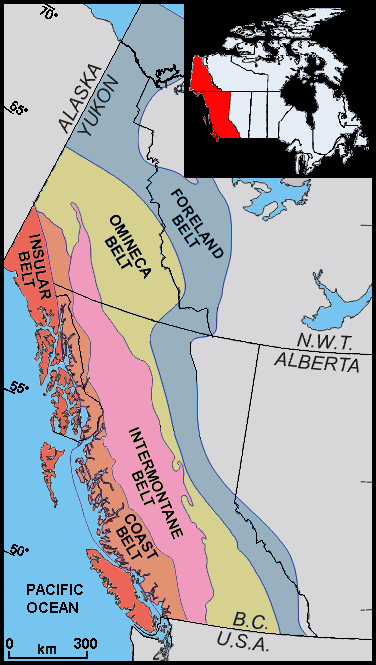
Cinture geologiche del Canada occidentale e del sudest dell'Alaska, con la cintura Intermontana in rosa

La cintura Intermontana è una regione fisiogeologica nell'oceano Pacifico nord-occidentale del Nord America, che si estende dallo Stato di Washington fino alla Columbia Britannica, allo Yukon e all'Alaska. Comprende colline arrotondate, altopiani elevati e valli fortemente incise. 
Le rocce della cintura hanno scarsissime similarità con quelle del continente nordamericano.

## Geologia
La formazione della cintura Intermontana ha avuto una genesi piuttosto complessa. Ebbe inizio nel Giurassico inferiore quando l'arco vulcanico delle Isole Intermontane entrò in collisione con un pre-esistente margine continentale. Si ritiene che questo arco vulcanico si fosse formato su una placca tettonica pre-esistente, la placca Intermontana, circa 245 milioni di anni fa in seguito alla subduzione della precedente placca Insulare durante il Triassico.
Vi era anche un'altra zona di subduzione, la fossa Intermontana, al di sotto dell'antico Oceano Slide Mountain tra le isole Intermontane e il precedente margine continentale del Nord America. 
La presenza in contemporanea di due zone di subduzione è inusuale ed esistono pochissime zone duplici di subduzione sulla Terra; la cintura mobile delle Filippine, al largo della costa orientale dell'Asia è un esempio moderno di una zona doppia di subduzione.
Quando la placca Intermontana si avvicinò al preesistente margine continentale per effetto della subduzione al di sotto dell'Oceano Slide Mountain, le isole Intermontane si trovarono ad essere più vicine al precedente margine continentale e alla linea costiera del lato occidentale del Nord America, supportando il preesistente arco vulcanico. Quando successivamente la placca nordamericana si spostò verso ovest mentre la placca Intermontana si spostò ad est del margine continentale,, l'oceano Slide Mountain si chiuse. Di conseguenza la zona di subduzione si ostruì fino a chiudersi completamente circa 180 milioni di anni fa ponendo fine all'arco vulcanico, mentre le isole Intermontane entrarono in collisione dando luogo alla formazione della cintura Intermontana. La collisione schiacciò e piegò le rocce magmatiche e sedimentarie creando la catena montuosa Kootenay Fold Belt nell'estrema parte orientale dello Stato di Washington e della Columbia Britannica.
Si formò così anche una nuova piattaforma continentale e una nuova linea di costa adiacente al margine orientale della Methow Valley. La placca Insulare continuò la subduzione sotto alla nuova piattaforma continentale circa 130 milioni di anni fa durante il Cretacico medio dopo la formazione della cintura Intermontana, supportando la formazione di un nuovo arco vulcanico detto arco Omineca.
Il magma che risaliva dall'arco Omineca mise in connessione la cintura Intermontana con il Nord America, formando una catena di vulcani tra lo Stato di Washington e la Columbia Britannica che rimasero attivi per circa 60 milioni di anni.
L'oceano che si formò al largo della costa in questo periodo è chiamato Oceano Bridge River. Circa 115 milioni di anni fa un altro arco vulcanico, le Isole Insulari, entrò in collisione con il Pacifico nord-occidentale causando la chiusura dell'oceano Bridge River. Come nel caso della formazione delle isole Intermontane, questo nuovo arco insulare si connesse con la cintura Intermontana quando il magma si solidificò e si innalzò al di sotto dell'arco. La compressione dovuta alla collisione creò fratture e pieghe nella cintura Intermontana.